# Пайсярв, Сигне-Май
Сигне-Май Пайсярв (1940, Таллин, Эстония, СССР) — советская спортсменка, игрок в настольный теннис, серебряный призер чемпионата мира 1967 года и чемпионата Европы 1966 года в командном разряде. Мастер спорта СССР международного класса, четырехкратная чемпионка СССР в парном и смешанном разрядах.

## Теннисная карьера
Сигне-Май Пайсярв в составе женской сборной команды СССР дважды завоевывала серебряные награды - на чемпионате Европы в Лондоне в 1966 году, и, годом спустя, на чемпионате мира в Стокгольме в 1967 году.